# Aberdeen (South Dakota)
Aberdeen is een plaats (city) in de Amerikaanse staat South Dakota, en valt bestuurlijk gezien onder Brown County.

## Demografie
Bij de volkstelling in 2000 werd het aantal inwoners vastgesteld op 24.658.
In 2006 is het aantal inwoners door het United States Census Bureau geschat op 24.071, een daling van 587 (-2,4%).

## Geografie
Volgens het United States Census Bureau beslaat de plaats een oppervlakte van
33,8 km², waarvan 33,6 km² land en 0,2 km² water.

## Plaatsen in de nabije omgeving
De onderstaande figuur toont nabijgelegen plaatsen in een straal van 32 km rond Aberdeen.

## Geboren
- Debra Mooney (28 augustus 1947), actrice
- Brad Walker (21 juni 1981), polsstokhoogspringer
- Michael Andrew (18 april 1999), zwemmer